# Wincenty Pol

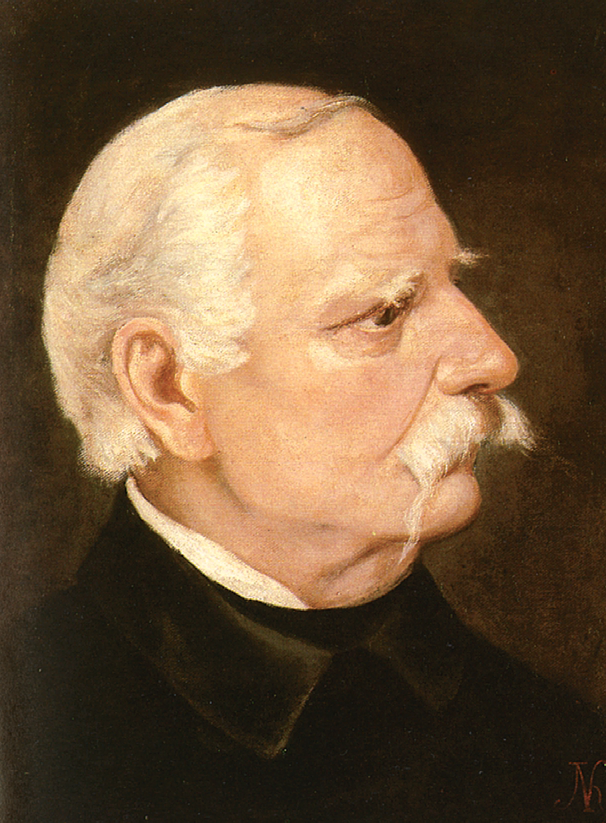
Wincenty Pol

Wincenty Pol, född 20 april 1807 i Lublin, död 2 december 1872 i Kraków, var en polsk författare. 
Pol studerade vid universitetet i Vilnius, deltog i polska resningen 1831 och tvingades fly till utlandet. Han flyttade 1832 till Galizien och gjorde täta utflykter på Karpaterna, men blev under bondeoroligheterna 1846 misshandlad av bönderna och kastad i österrikiskt fängelse. Efter frigivningen blev han 1849 professor i geografi vid Jagellonska universitetet i Kraków, men måste lämna tjänsten 1853 och ägnade sig sedan uteslutande åt litteraturen. På sistone blev han blind, och den forne revolutionären och demokraten förvandlades efter hand till en aristokratisk reaktionär. 
Som skald vann Pol 1833 stor ryktbarhet genom sina krigssånger, Pieśni Janusza, och diktsamlingen från Karpaterna, Z życia i podróży (Resebilder ur livet, 1846). Däremot är hans beskrivande nationaldikt Pieśń o ziemi (Sången om vårt land, 1843) och den poetiska berättelsen om skomakaren Jan Kiliński, ledaren av resningen i Warszawa 1794 (Historya szewca Kilińskiego, 1843) något svagare. 
Som nationell epiker står Pol högst i den nationella hjältedikten Mohort (1855). Hans senare alstring, som kännetecknas av hans okritiska beundran för det gamla adelssamhället och av en växande misstro mot alla demokratiska frihetsrörelser, är avgjort underlägsen. I dessa dikter, berättelser och kulturbilder, till exempel historiska trilogin Zapiski Benedykta Winnickiego (1840), införde han ett ålderdomligt litterärt talspråk, den så kallade gaweda historicka, för att även i stilen motverka de nya strömningarna. 
Som dramatisk författare var Pol obetydlig. Dessutom skrev han några populära geografiska arbeten, däribland Północny wschód Europy pod względem natury, 1851; om nordöstra Europas natur) samt beskrivningar av Karpaterna (Rzut oka na północne stoki Karpat, 1851) och Palestina (Geografia Ziemi świętej, 1862). Hans samlade verk, Dzieła, utgavs 1875-78 i tio delar.